# Maianthemum
Maianthemum és un gènere d'unes 40 espècies de plantes de flors pertanyents a la família Ruscaceae, natiu de Nord-amèrica, Centreamèrica, nord d'Europa, nord i est d'Àsia, i l'Himàlaia.
Són plantes herbàcies rizomatoses. Les flors tenen sis tèpals que es redueixen a quatre en M. canadense, M. bifolium i M. dilatatum.

## Espècies acceptades
- Maianthemum amoenum
- Maianthemum atropurpureum[1][4]
- Maianthemum bicolor
- Maianthemum bifolium
- Maianthemum canadense
- Maianthemum comaltepecense
- Maianthemum dahuricum
- Maianthemum dilatatum
- Maianthemum flexuosum
- Maianthemum formosanum
- Maianthemum forrestii
- Maianthemum fusciduliflorum
- Maianthemum fuscum
- Maianthemum gigas
- Maianthemum gongshanense
- Maianthemum harae
- Maianthemum henryi
- Maianthemum japonicum
- Maianthemum lichiangense
- Maianthemum macrophyllum
- Maianthemum mexicanum
- Maianthemum monteverdense
- Maianthemum nanchuanense
- Maianthemum oleraceum
- Maianthemum paludicola
- Maianthemum paniculatum
- Maianthemum purpureum
- Maianthemum racemosum
- Maianthemum robustum
- Maianthemum salvinii
- Maianthemum scilloideum
- Maianthemum shaolinchii
- Maianthemum stellatum
- Maianthemum stenolobum
- Maianthemum szechuanicum
- Maianthemum tatsienense
- Maianthemum trifolium
- Maianthemum tubiferum
- Maianthemum viridiflorum
- Maianthemum yesoense